# Amerila affinis
Amerila affinis är en fjärilsart som beskrevs av Rothschild 1910. Amerila affinis ingår i släktet Amerila och familjen björnspinnare. Inga underarter finns listade i Catalogue of Life.